# SEASONS (稲垣吾郎の曲)
「SEASONS」（シーズンズ）は、稲垣吾郎の楽曲。
2024年8月22日にワーナーミュージック・ジャパンから配信開始された。

## 解説
前作の「SUZUNARI」から5年8ヶ月ぶりとなる新曲リリース。
新しい地図のイベント「NAKAMA to OSHOGATSU （お正月）～2024年もよろしく！」で初披露された。それから配信は無かったが、ファンからの希望から配信化が決定した。
作詞・作曲は稲垣がかねてからファンだったTENDREへ書き下ろしを依頼して制作された「SEASONS」は、さわやかさと懐かしさを感じさせる楽曲となっている。

## 収録曲
1. SEASONS [3:27]
  - 作詞・作曲：TENDRE